# 1939-es közép-európai kupa
Az 1939-es közép-európai kupa a Közép-európai kupa történetének tizenharmadik kiírása volt. A sorozatban Csehszlovákia, Magyarország és Olaszország 2-2 csapattal, Jugoszlávia és Románia pedig 1-1 csapattal képviseltette magát. A csapatok kupa rendszerben 2 mérkőzésen döntötték el a továbbjutást. Ha az összesítésben ugyanannyi gólt szereztek a csapatok a párharcokban, akkor egy újabb összecsapáson, dőlt el a továbbjutó kiléte.
A kupát az Újpest FC nyerte el, története során második alkalommal.

## Negyeddöntő
| 1. csapat                | Össz. | 2. csapat       | 1. mérk. | 2. mérk. |
| ------------------------ | ----- | --------------- | -------- | -------- |
| Venus București          | 1-5   | Bologna FC 1909 | 1-0      | 0–5      |
| Ferencvárosi TC          | 4-3   | AC Sparta Praha | 2-3      | 2–0      |
| OFK Beograd              | 4-2   | SK Slavia Praha | 3-0      | 1–2      |
| FC Internazionale Milano | 2-4   | Újpest FC       | 2-1      | 0-3      |

## Elődöntő
| 1. csapat       | Össz. | 2. csapat       | 1. mérk. | 2. mérk. |
| --------------- | ----- | --------------- | -------- | -------- |
| Bologna FC 1909 | 4–5   | Ferencvárosi TC | 3-1      | 1–4      |
| OFK Beograd     | 5-9   | Újpest FC       | 4-2      | 1-7      |

## Döntő
| 1. csapat       | Össz. | 2. csapat | 1. mérk. | 2. mérk. |
| --------------- | ----- | --------- | -------- | -------- |
| Ferencvárosi TC | 3-6   | Újpest FC | 1-4      | 2–2      |

### 1. mérkőzés
| 1939. július 23. 17:30 |

| Ferencváros    | 1–4   | Újpest                           |
| -------------- | ----- | -------------------------------- |
| Sárosi Gy. 73' | (0–2) | Zsengellér 9' 74' Kocsis 10' 53' |

| Üllői úti pálya, Budapest Nézőszám: 12 000 Játékvezető: Augustin Krist (csehszlovák) |

| FERENCVÁROS:  |  |                |
|               |  |                |
| GK            |  | Háda József    |
| DF            |  | Tátrai Sándor  |
| DF            |  | Szoyka Kornél  |
| MF            |  | Magda Béla     |
| MF            |  | Sárosi Béla    |
| MF            |  | Lázár Gyula    |
| FW            |  | Táncos Mihály  |
| FW            |  | Kiss Gyula     |
| FW            |  | Sárosi György  |
| FW            |  | Toldi Géza     |
| FW            |  | Gyetvai László |
| Vezetőedző:   |  |                |
| Hlavay György |  |                |

| ÚJPEST:       |  |                  |
|               |  |                  |
| GK            |  | Sziklai Ferenc   |
| DF            |  | Futó Gyula       |
| DF            |  | Fekete Jenő      |
| MF            |  | Szalay Antal     |
| MF            |  | Szűcs György     |
| MF            |  | Balogh István    |
| FW            |  | Ádám Sándor      |
| FW            |  | Vincze Jenő      |
| FW            |  | Zsengellér Gyula |
| FW            |  | Kállai Lipót     |
| FW            |  | Kocsis Géza      |
| Vezetőedző:   |  |                  |
| Guttmann Béla |  |                  |

### 2. mérkőzés
| 1939. július 30. 17:30 |

| Újpest              | 2–2   | Ferencváros                |
| ------------------- | ----- | -------------------------- |
| Ádám 54' Balogh 82' | (0–2) | Kiszely 15' (11-esből) 29' |

| Megyeri úti stadion, Budapest Nézőszám: 15 000 Játékvezető: Generoso Dattilo (olasz) |

| ÚJPEST:       |  |                  |
|               |  |                  |
| GK            |  | Sziklai Ferenc   |
| DF            |  | Futó Gyula       |
| DF            |  | Fekete Jenő      |
| MF            |  | Szalay Antal     |
| MF            |  | Szűcs György     |
| MF            |  | Balogh István    |
| FW            |  | Ádám Sándor      |
| FW            |  | Vincze Jenő      |
| FW            |  | Zsengellér Gyula |
| FW            |  | Kállai Lipót     |
| FW            |  | Kocsis Géza      |
| Vezetőedző:   |  |                  |
| Guttmann Béla |  |                  |

| FERENCVÁROS:  |  |                 |
|               |  |                 |
| GK            |  | Pálinkás József |
| DF            |  | Tátrai Sándor   |
| DF            |  | Szoyka Kornél   |
| MF            |  | Polgár Gyula    |
| MF            |  | Sárosi Béla     |
| MF            |  | Lázár Gyula     |
| FW            |  | Bíró Mihály     |
| FW            |  | Kiszely István  |
| FW            |  | Sárosi György   |
| FW            |  | Toldi Géza      |
| FW            |  | Gyetvai László  |
| Vezetőedző:   |  |                 |
| Hlavay György |  |                 |